# Stazione di Manosque - Gréoux-les-Bains
La stazione di Manosque è una stazione ferroviaria posta lungo la linea Lione-Marsiglia (via Grenoble) che serve la cittadina francese di Manosque e il vicino comune di Gréoux-les-Bains, nel dipartimento delle Alpi dell'Alta Provenza.

## Storia
La stazione fu attivata l'8 luglio 1872 con l'apertura del troncone tra Pertuis e Volx.

## Movimenti
La stazione è servita dai treni regionali TER PACA.